# Franciszek Juliusz Nowotny
Franciszek Juliusz Nowotny (ur.  8 września 1872 w Wieliczce, zm. 31 grudnia 1924) – polski lekarz otolaryngolog, pierwszy w kraju docent otiatrii, kierownik Kliniki Laryngologicznej a potem Otologicznej UJ (1920-1924), prekursor zabiegów poprawiających słuch.

## Życiorys
Był synem Bogumiła Fryderyka Nowotny (1835-1904) radcy wyższego sądu krajowego i radcy dworu i Zofii Nowotny (1839-1924) z domu Loegler. Miał czterech braci: Kazimierza Nowotny (1863-1924) adwokata, Adama Nowotny-Lachowicki-Czechowicz (1865-1936) generała majora cesarskiej i królewskiej Armii, generała dywizji Wojska Polskiego, Bogumiła Nowotny (1871-1960) pierwszego dowódcę polskiej marynarki wojennej, Juliana Karola Nowotny (1876-1953) profesora prawa oraz siostrę Adolfinę Piela (1868-1968).
Ukończył Gimnazjum Klasyczne im. Św. Jacka w Krakowie w 1891 r. Dyplom doktora wszech nauk lekarskich uzyskał na Wydziale Lekarskim Uniwersytetu Jagiellońskiego 31 marca 1897 r.
W 1900 r. został asystentem Kliniki Laryngologicznej UJ w szpitalu Powszechnym Św. Łazarza. Studia z dziedziny otiatrii uzupełniał w klinice prof. Adama Politzera w Wiedniu. Habilitował się 31 stycznia 1906 w dziedzinie laryngologii, rynologii i otiatrii na podstawie wykładu habilitacyjnego pt. „Migdałki jako wrota zakażenia”. Został pierwszym w kraju docentem otiatrii. Profesorem tytularnym został mianowany 14 kwietnia 1910 r. Nominację na rzeczywistego profesora nadzwyczajnego otolaryngologii otrzymał 31 lipca 1919 r.
W latach 1916–1919 kierował Kliniką Laryngologiczną UJ. Od 1920 r. pracował jako kierownik Kliniki Otologicznej.
Żonaty z Zofią Browicz (1888-1964). Pochowany w grobowcu rodzinnym Nowotnych na cmentarzu Rakowickim w Krakowie (kwatera Z, płn.).

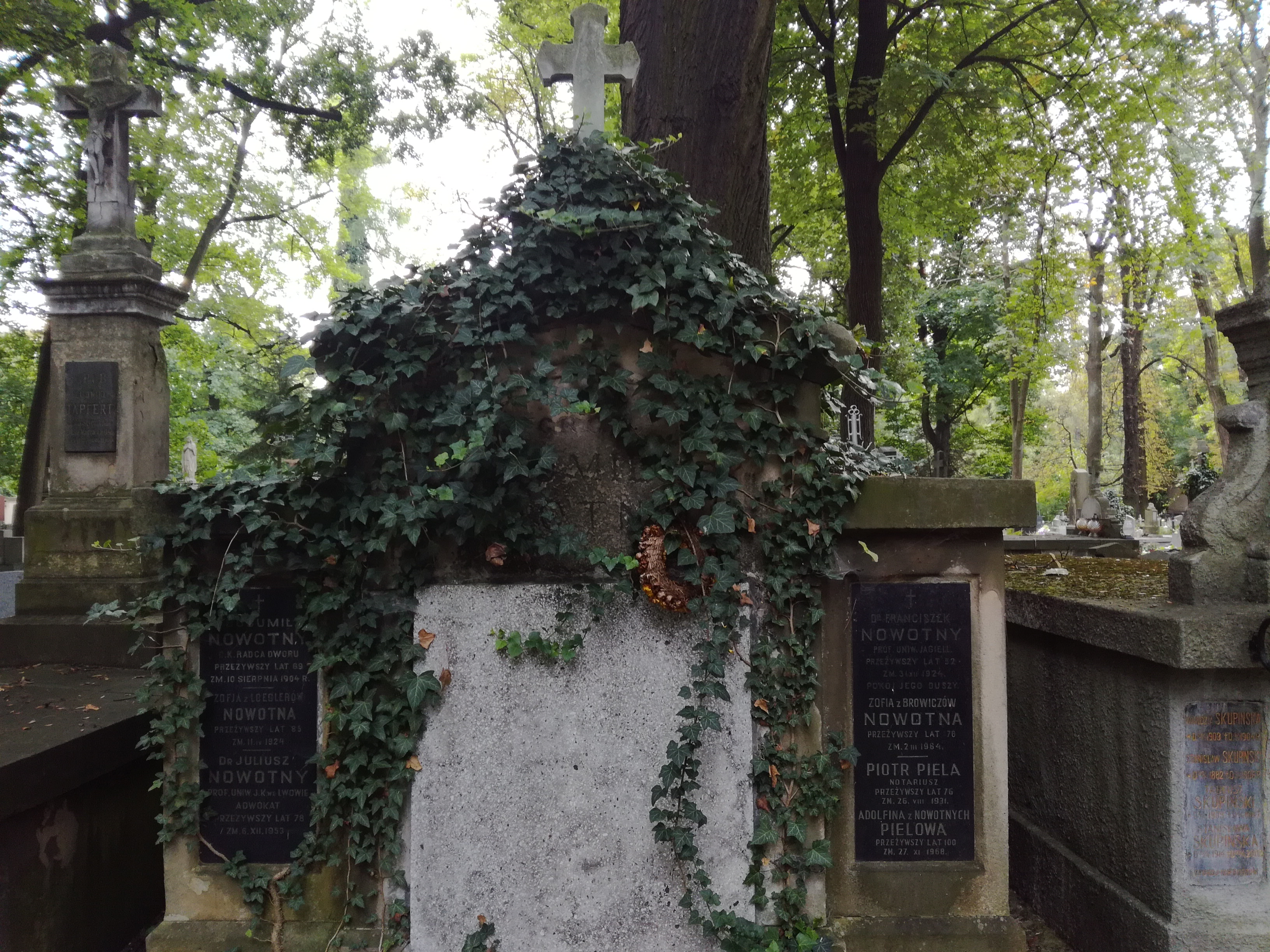
Grób Franciszka i Juliana Nowotnych na cmentarzu Rakowickim

## Dorobek naukowy, dokonania
- 14 publikacji w języku polskim i niemieckim
- jako pierwszy zastosował i następnie propagował zmodyfikowaną, nazywana zachowawczą, operację doszczętną ucha środkowego w niektórych przypadkach perlaka ucha
- zastosował bronchoskopię i rozpylanie kokainy z adrenaliną na błonę śluzową oskrzeli do leczenia ataków astmy oskrzelowej i omówił wyniki tej nowej, przez siebie opracowanej metody w pismach polskich i niemieckich
- prekursor zabiegów poprawiających słuch

## Wybrane publikacje
- Bronchoskopia i leczenie na tej drodze dychawicy oskrzelowej Franciszek Juliusz Leopold Nowotny -

Drukarnia Uniwersytetu Jagiellońskiego, 1909
- W sprawie rozpoznawania tętniaków tętnicy głównej Franciszek Juliusz Leopold Nowotny -

Drukarnia Uniwersytetu Jagiellońskiego, 1903